# Viides linja
La cinquième ligne (finnois : Viides linja) est une rue de la section Linjat du quartier Kallio à Helsinki  en Finlande.

## Présentation
La cinquième ligne s'étend sur environ 350 mètres d'Hämeentie jusqu'à Agricolankatu.
Elle marque la limite entre la section Linjat et Torkkelinmäki.
Les immeubles residentiels de la cinquième ligne datent principalement des premières décennies du XXe siècle.
À l'intersection de Hämeentie et de la cinquième ligne se trouve une maison Art nouveau construite en 1914 et conçue par Leuto A. Pajunen.
À l'autre extrémité de la rue se trouve la maison Ihantola (O. E. Koskinen, 1907).
Avec ses bâtiments voisins, Ihantola était autrefois considérée comme un modèle de logement en appartements pour la population ouvrière au début du XXe siècle.
La bibliothèque du Kallio (Karl Hård af Segerstad, 1912) et le parc Karhupuisto sont situées sur la cinquième ligne.

## Transports
Les lignes de tramway 3 et 9 traversent la cinquième ligne.

## Rues croisées du sud-est au nord-ouest
- Hämeentie
- Pengerkatu
- Porthaninkatu
- Fleminginkatu
- Agricolankatu

## Galerie

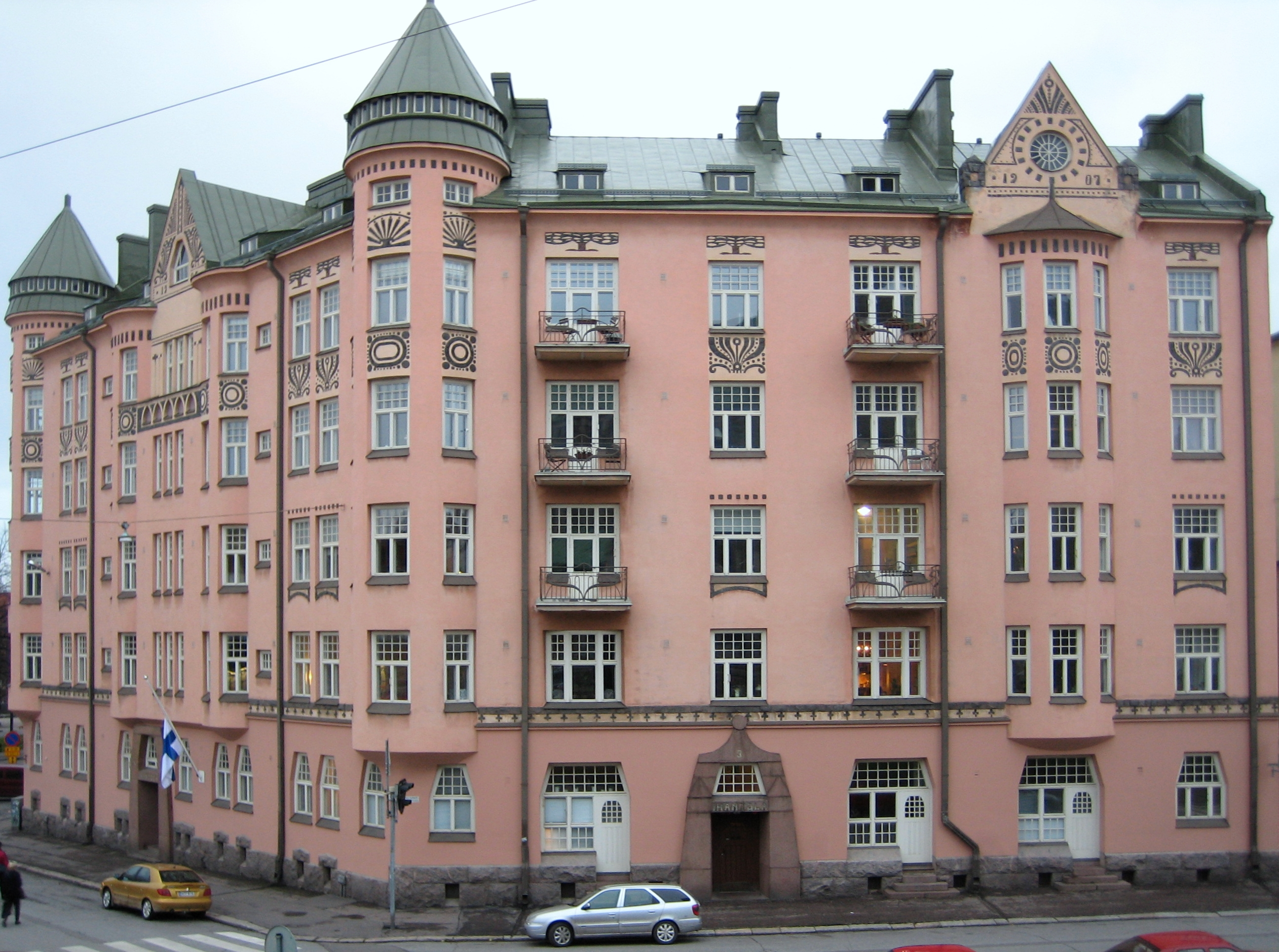
Ihantola.
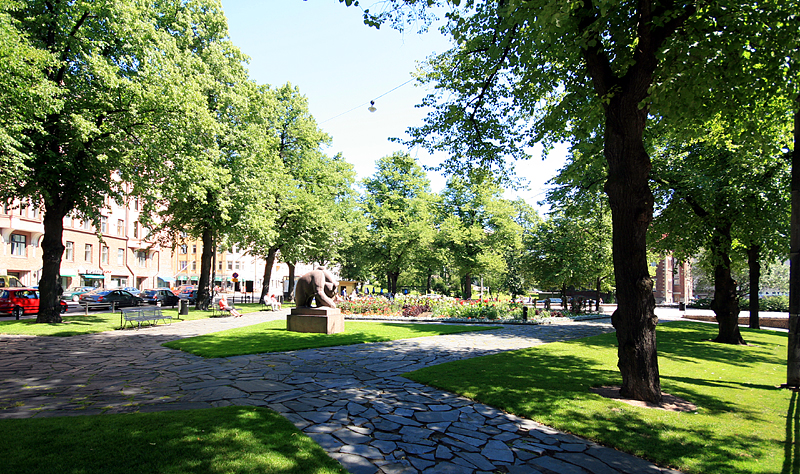
Parc de l'ours